# ポラリス (フジファブリックの曲)
『ポラリス』は、フジファブリックの通算17枚目のシングル。2016年5月11日にSMARから発売された。

## 概要
- 前作『ブルー／WIRED』より1年9ヶ月ぶりのシングル。
- 初回限定盤、期間限定盤、通常盤の3形態でリリース。初回限定盤・期間限定盤はDVDつき。期間限定盤は3曲目に「ポラリス（TV Edit）」が収録されたほか、ジャケットも特別描き下ろし仕様となっている。

## 収録曲
全編曲：フジファブリック
1. ポラリス［5：15］
作詞・曲：金澤ダイスケ
MBS/TBS系アニメ『マギ シンドバッドの冒険』エンディングテーマ
金澤が単独で作詞・曲した初めてのシングルA面曲。また、金澤が単独で作詞・曲した楽曲にタイアップが付いたのもこれが初めてである。
マニピュレーターとして美島豊明が参加している。[2]
2. PRAYER［5：40］
作詞・曲：山内総一郎
レコーディングはメンバー及びサポートドラマーの堀川裕之が頭にカメラを装着して行っており、その映像が初回限定盤のDVDに収録されている。
3. ポラリス（TV Edit）［1：35］
作詞・曲：金澤ダイスケ
期間限定盤のみに収録。

### 初回限定盤DVD
- フジファブリックの頭にカメラを着けてレコーディングしたらこうなった～「PRAYER」編～

### 期間限定盤DVD
- 『マギ シンドバッドの冒険』エンディングノンテロップ映像